# Polvere (romanzo)
Polvere (Dust) è un romanzo della scrittrice statunitense Patricia Cornwell pubblicato nel 2013.

## Trama
Kay Scarpetta è a capo del modernissimo centro di medicina forense (CFC) di Cambridge (area metropolitana di Boston) mentre il rude Pete Marino (poliziotto solido e di vecchio stampo) dopo anni di collaborazione con lei ha deciso di tornare in polizia.
A poche centinaia di metri dalla sede del CFC, nel parco del MIT viene trovato il cadavere di una giovane la cui morte ricorda molto da vicino altri omicidi di cui si sta occupando il marito di Kay, Benton Wesley (profiler FBI). 
Prima ancora che le indagini ufficiali, che l'FBI vuole a tutti i costi di sua competenza, Kay, il marito, un ritrovato Pete Marino e la nipote Lucy Farinelli (brillante informatica ribelle e ricchissima) vengono a capo di un complesso intreccio finanziario che coinvolge importanti figure istituzionali.

## Edizioni
- Patricia Cornwell, Polvere, Arnoldo Mondadori Editore, 2013, ISBN 978-88-04-63606-9.